# Dario Scannapieco
Dario Scannapieco (né le 18 août 1967 à Rome) est un économiste italien.

## Biographie
Dario Scannapieco est le vice-président de la Banque européenne d'investissement depuis 2007.
Il préside le conseil d'administration du Fonds européen d'investissement depuis 2012.